# Noein
Noein - mô hitori no kimi he (ノエイン もうひとりの君へ) est une série d'animation japonaise de science-fiction réalisée par Kazuki Akane et Kenji Yasuda. Elle s'étend sur 24 épisodes. La musique est l'œuvre de la compositrice Hikaru Nanase et Takahiro Kishida soigne le character design. De nombreux directeurs d'animation différents ont exercé leurs facultés sur Noein, parfois sur un seul épisode. La série est produite au sein du studio Satelight et diffusée sur Bandai Channel, Chiba TV, KIDS STATION, Sun TV, TV Aichi, TV Kanagawa et TV Saitama.

## Synopsis
La guerre fait rage entre les dimensions. Lacryma est menacée d'absorption par Shangri-La. Au travers de technologies quantiques avancées, Lacryma cherche à combattre la menace qui annihile des dimensions tout entières. Pour cela, il lui faut mettre la main sur le "Torque du Dragon", un puissant artéfact quantique ayant le potentiel de stopper Shangri-La et rétablir les dimensions altérées. Karasu et ses compagnons d'armes forment une élite appelée "chevaliers dragons", dont la structure a été modifiée pour être 100 % quantique afin de voyager ainsi à travers les dimensions. Ils partent à la recherche du Torque du Dragon dont les traces ont été détectées dans notre dimension, laquelle est très similaire à Lacryma, 15 ans auparavant. Or l'artefact n'est autre qu'une jeune fille du nom de Haruka. Un jeune garçon nommé Yuu et ami de Haruka va tenter de sauver celle-ci.

## Concepts clefs
Noein se base sur un concept type multivers, où chaque espace-temps diverge des autres à partir de chaque fourchette de possibilités, de telle sorte que toutes les possibilités existent chacune dans au moins une dimension espace-temps.
Cette trame se réfère à de nombreuses interprétation de la physique quantique, notamment celle de Hugh Everett. Souvent présentée comme l'Interprétation de Copenhague, la théorie établit que tout observation ou mesure détermine de façon importante la décohérence de l'état quantique, entraînant l'effondrement de la fonction d'onde de la particule observée et l'avènement d'une probabilité.
L'un des épisodes revient sur l'illustration de ce concept au travers du paradoxe du chat de Schrödinger, tout en alliant une citation attribuée à Albert Einstein : "Dieu ne joue pas aux dés". Il en résulterait que toutes les possibilités coexistent, mais dans des "dimensions parallèles" qui divergeraient à l'infini sans jamais converger.
Dans l'anime, lorsque Haruka, le Torque du Dragon, observe une dimension, elle reconnait son existence et "autorise" sa continuité. En tant qu'observateur quantique, elle influe sur la dimension observée et toutes celles qui en divergent.
Noein propose qu'une convergence de dimensions soit possible (donc ait lieu si tous les possibles coexistent) dans "notre futur" et ses conséquences sur les dimensions concernées, voire toutes les dimensions.

## Liste des doubleurs et de leurs personnages
- Fujiko Takimoto : Yû Gotou
- Haruka Kudō : Haruka Kaminogi
- Kazuya Nakai : Karasu
- Akemi Okamura : Asuka Kaminogi
- Atsuko Tanaka : Miyuki Gotou
- Kaori Nazuka : Miho Mukai
- Keiji Fujiwara : Kyôji Koriyama
- Kenichi Suzumura : Atori
- Kenta Miyake : Isuka
- Kouki Miyata : Isami Fujiwara

## Bande son
Les deux Original soundtrack de cette série sont composées par Hikaru Nanase :
- Noein Original Soundtrack Vol.1 / LACA-5460
- Noein Original Soundtrack Vol.2 / LACA-5491

Générique de début:
- « Idea » par Eufonius

Générique de fin:
- « Yoake no ashioto » (夜明けの足音?) par Solua